# Achita Sikamana
Achita Sikamana (Chiang Mai, 27 de marzo de 1982) es una actriz tailandesa, reconocida por su participación en las películas Shutter y 13 game sayawng.

## Biografía
Sikamana nació en Chiang Mai en 1982. Logró repercusión en 2004 luego de su participación en el filme de terror Shutter, en el que interpretó el papel principal de Natre, una joven cuyo espíritu atormenta a sus agresores de la escuela. Dos años después interpretó a Suay en el largometraje de suspenso 13 game sayawng. Su actuación en la película le valió una nominación a los Thailand National Film Association Awards en 2007.
A partir de entonces, ha registrado apariciones en otras producciones cinematográficas de su país como Gohy theu gay, Suay sink krating zab, Khu kuan puan mesa y en las tres entregas del filme de comedia Gig Guan Puan Sah.

## Filmografía

### Cine
- 2015 - Love a ru mi rai rak arai mai ru
- 2013 - Gig Guan Puan Sah 3
- 2012 - Gig Guan Puan Sah 2
- 2012 - Gig Guan Puan Sah
- 2012 - An Ordinary Love Story
- 2008 - Super Hap
- 2008 - Khu kuan puan mesa
- 2008 - Ban phi poeb
- 2008 - Suay sink krating zab
- 2007 - Yern Peh Lay semakute
- 2007 - May narok muay yok law
- 2007 - Gohy theu gay
- 2006 - 13 game sayawng
- 2006 - Khoht-rak-eng-loei
- 2005 - Pheuan sanit
- 2005 - Gaw khoey sanyaa
- 2004 - Shutter